# Laveline-devant-Bruyères
Laveline-devant-Bruyères é uma comuna francesa na região administrativa do Grande Leste, no departamento de Vosges. Estende-se por uma área de 3.1 km². Em 2010 a comuna tinha 603 habitantes (densidade: 194,5 hab./km²).